# Kytäjärvi
Kytäjärvi är en sjö i Hyvinge stad i Finland.   Den ligger i landskapet Nyland, i den södra delen av landet, 50 km norr om huvudstaden Helsingfors. Kytäjärvi ligger 79,7 meter över havet. I omgivningarna runt Kytäjärvi växer i huvudsak barrskog. Arean är 2,7 kvadratkilometer och strandlinjen är 8,38 kilometer lång. Sjön  ingår i Vanda å huvudavrinningsområde. 